# Monument - The Soundtrack
Monument - The Soundtrack es el primer álbum en vivo publicado por el grupo británico de música electrónica Ultravox en 1983, como banda sonora de su video del mismo nombre ese año. El álbum fue originalmente en realidad un EP de solo seis temas, de los cuales el primero, del cual toma el título, es el lado B del sencillo "Hymn" y se contiene en su forma epónima, los otros restantes cinco temas son en concierto en el Hammersmith Apollo de Londres durante la gira de apoyo de su álbum Quartet de 1982.
El álbum fue posteriormente reeditado, actualizado y ampliado en 1996 y 2009 con más del material grabado en esas fechas.

## Listado de canciones
| Lado A |                                        |          |  |
| N.º    | Título                                 | Duración |  |
| 1.     | «Monument»                             | 3:15     |  |
| 2.     | «Reap the Wild Wind» (en vivo en 1982) | 4:11     |  |
| 3.     | «The Voice» (en vivo en 1982)          | 6:54     |  |

| Lado B |                                   |          |  |
| N.º    | Título                            | Duración |  |
| 1.     | «Vienna» (en vivo en 1982)        | 5:24     |  |
| 2.     | «Mine for Life» (en vivo en 1982) | 4:40     |  |
| 3.     | «Hymn» (en vivo en 1982)          | 5:40     |  |

La edición en casete de video es con exactamente el mismo contenido.

### Reedición en CD en 1996
| Monument - The Soundtrack |                                        |          |  |
| N.º                       | Título                                 | Duración |  |
| 1.                        | «Monument»                             | 3:16     |  |
| 2.                        | «Reap the Wild Wind» (en vivo en 1982) | 4:10     |  |
| 3.                        | «Visions in Blue» (en vivo en 1982)    | 4:38     |  |
| 4.                        | «The Voice» (en vivo en 1982)          | 6:51     |  |
| 5.                        | «Vienna» (en vivo en 1982)             | 5:24     |  |
| 6.                        | «Passing Strangers» (en vivo en 1982)  | 5:28     |  |
| 7.                        | «Mine for Life» (en vivo en 1982)      | 4:25     |  |
| 8.                        | «Hymn» (en vivo en 1982)               | 5:41     |  |

## Créditos
Warren Cann - batería, apoyo vocal.
Chris Cross - bajo, sintetizador, apoyo vocal.
Billy Currie - sintetizador, violín.
Midge Ure - vocalista principal, guitarra, sintetizador.
Messengers (Danny Mitchell y Colin King) - apoyo vocal.